# پروتاراس
پروتاراس (به لاتین: Protaras) یک شهر در قبرس است که در ناحیه فاماگوستا واقع شده‌است.

## خصوصیات
پروتاراس  ۲۰٬۲۳۰ نفر جمعیت دارد.